# Leyland-ciprus

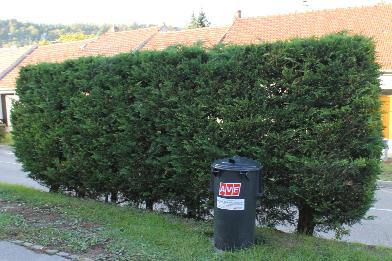
Sövénynek ültetve

A Leyland-ciprus (×Cupressocyparis leylandii) egy intergenerikus hibrid, azaz két, különböző nemzetségbe tartozó faj, a Monterey-ciprus (Cupressus macrocarpa) és a nutka álciprus (Callitropsis nootkatensis, korábbi nevén: Chamaecyparis nootkatensis) természetes kereszteződésével jött létre. Magyarországon (valószínűleg legalább részben tudományos neve alapján) gyakran „leylandi” ciprusnak nevezik.

## Származása, elterjedése
Kialakulását a különböző források rendkívül eltérően írják le. Az egyik szélsőség szerint ez a kétféle örökzöld spontán hibridje, amelyet az 1800-as években telepítettek be Angliába. A másik szélsőség szerint a 19. század végén, Angliában hozták létre tudatos keresztezéssel.
A szakirodalom (Johnson, 2004) szerint a két faj spontán hibridizált, méghozzá több alkalommal, a Brit-szigetek különböző részein. Mint gyakorlatilag minden intergenerikus hibrid, a Leyland-ciprus is terméketlen; csak ivartalanul szaporítható. Ennek megfelelően a különböző időpontokban létrejött hibridek a növény ma ismert kertészeti változatai.

### Változatai
Az egyes változatokat főleg az ágrendszer sűrűsége és a lomb színe alapján különböztetjük meg. Magyarországon főleg lazább, kúpos koronájú, kissé szabálytalan ágrendszerű típusai terjedtek el (Czáka, Rácz).
1. Legelőször valószínűleg 'Rostrevor' változata alakult ki, valamikor 1870 körül a névadó Rostrevorban (Észak-Írország, Down megye). Igazából sosem jött divatba, nem különösebben terjedt el, ezért a kevésbé tájékozott források többsége egy több mint másfél évtizeddel későbbi eseményt ad meg első keresztezésként.
2. 1888-ban a powysi Leighton Parkban alakult ki a 'Haggerston Grey' fajta (Johnson, 2004), amelyet az ismertetők többsége „alapfajnak” nevez. Egy C. J. Leyland nevű, éles szemű kertépítő lelt rá hat magoncára — ezeket felnevelte és szaporította. Ez a könnyen szaporítható fajta terjedt el először a világon, a fajt pedig Leylandról nevezték el. Szép gyűjteménye látható a Füvészkertben. Annak ellenére, hogy terméketlen, nyáron tömegesen hozza sárga virágport hintő porzós virágait. A jóval kevesebb nőivarú toboz 2 cm-es, barna.
3. 1911-ben, ugyancsak a Leighton Parkban szándékos beporzással hozták létre a 'Leighton Green' változatot (a Monterey-ciprus volt a nőivarú).
4. A 'Naylor's Blue' változat történetét a különböző források rendkívül eltérően ismertetik. Johnson (2004) szerint az ős az előző pontban leírt beporzás (1911, Leighton Park) egy másik magonca, amelyet csak azután kezdtek szaporítani, hogy első példányát 1954-ben egy szélvihar elpusztította — máig meglehetősen ritka. A Nyugat-magyarországi Egyetem ismertetője szerint egy bizonyos „Naylor kapitány” kertjében alakult ki Angliában, ahol 1926-ban került kereskedelmi forgalomba.
Gyorsan növő fajta; 10 éves korban már 7–8 m magas. Kérge vörösesbarna, rostosan szakadozó. Kezdetben ritkás hajtásrendszere idővel egyre tömöttebbé válik. Koronája széles, kúpos. Apró, pikkelyszerű leveleinek vége kihegyesedik. Élénkzöld színét télen is megtartja. Virágai a hajtások végén kis csomókban nyílnak — a porzósak sárgák, a termősek barnák. 2 cm-es tobozai gömb alakúak.
5. A 'Stapehill't (eredeti neve: Clone 20) az angliai Dorset megyében lévő Ferndownban hozták létre 1940-ben. Különlegessége, hogy télen lehullatja megbarnult pikkelyleveleit, ezért ágrendszere kevésbé tűnik sűrűnek; koronája nyitott. Hajtásai elágazók. Ritka.
6. A 'Castlewellan't ('Castlewellan Gold') 1963-ban a névadó Castlewellanban alakították ki mindkét szülőfaj 'Lutea' változatának keresztezésével. Ez volt első sárga lombú Leyland-ciprus, ezért rendkívül népszerűvé vált és gyorsan elterjedt. Koronája tömör, a csúcsa kúpos. Hajtásainak csúcsa tavasszal és nyáron aranysárga, ezután olajzöldre fakul; ágrendszere eleinte laza, később besűrűsödik. A meszes talajt és a túl sok csapadékot rosszul tűri. A Kárpát-medencében nem elég télálló; helyette az ugyancsak sárga lombú 'Gold Rider' fajta ajánlott.
7. A gyakori változatok közül a 'Gold Rider' lombja a legsárgább. Ágrendszere közepesen sűrű, de ez metszéssel javítható. 8–10 m magasra nő, az „alapfajnál” lassabban (évi 30–40 cm). Koronája széles kúp alakú. Angliában elsősorban sövénynek ültetik. Új hajtásai és apró pikkelylevelei sárgák, belső levelei mélyzöldek. Az öntözést gyorsabb növekedéssel hálálja meg.
8. 1964-ben Belvoirben (Észak-Írország) ugyancsak egy 'Lutea' nutkaciprus volt a porzófa; a keresztezés eredménye a 'Robinson Gold' változat. Koronája keskeny oszlop, lombja a 'Castlewellan'éhoz hasonlóan fakó. Hajtásai két síkba rendeződnek. Szaporításának nehézségei miatt ritka.
9. A 'Haggerston Grey' típus rügymutánsaként 1974-ben kialakult 'Golconda' a legélénkebben sárga hibrid ciprusfélék egyike, de mindmáig meglehetősen ritka maradt.
10. A 'Silver Dust' a 'Haggerston Grey' változat mutációjaként alakult ki Washingtonban, 1960-ban. Neve arra utal, hogy zöld hajtásai krémfehérekkel váltakoznak. Közepes termetű, koronája tojásdad–kúpos. Védett helyet igényel, mert a napon könnyen megég. Sövénynek kevésbé alkalmas.

## Megjelenése, felépítése
Fölfelé elkeskenyedő lombú fa. Ágai sűrűn, többnyire a talajszinttől állnak; fölül egy függőleges vezérhajtásban végződik. Lombja sötétzöld. Kérge matt, szürkés sötétvörös, függőlegesen vékony, rostos bordákra tagolt.
Hajtásai a hamisciprus szülőkre jellemzően két síkba rendeződnek, vagy a valódi ciprus szülőktől örökölten rendezetlenül állnak. 3 mm-es pikkelylevelei  egyenesek, a csúcsuk hegyes, alsó felükön nincs fehér rajzolat.

## Életmódja, élőhelye
30 m magasságig kivételesen gyorsan nő szinte bármilyen talajon (főleg, ha az mély rétegű és nedves), utána lelassul. Semmiféle kártevőjéről vagy betegségéről nem tudunk.
Viszonylag későn fordul termőre.
A Kárpát-medencében a legtöbb változat megbízhatóan télálló. Az itt előforduló kártevők, kórokozók nem károsítják (Józsa).

## Felhasználása, gondozása
Díszfának a világ legkülönbözőbb részein ültetik. Kitűnő szélvédő. Sövénynek ültetve az optimális tőtávolság 70–120 cm; a nyírt sövény szélessége: 1,5–2 m.
Sövényét kora tavasszal márciusban célszerű nyírni. Ha nyár közepén, a hajtások növekedésének leállása után nyírjuk, a napfényre kerülő levelei megéghetnek. Az átültetést rosszul tűri (Czáka, Rácz).